# Мери, Георг
Георг-Пеэтер Мери (эст. Georg-Peeter Meri; 8 октября 1900, Колчаново, Санкт-Петербургская губерния — 10 июня 1983, Таллин) — эстонский дипломат, литературовед и переводчик.

## Жизнь и карьера
Георг Мери родился в селе Колчаново Новоладожского уезда (ныне — Волховский район Ленинградской области), его семья переехала в Таллин в 1905 году. Мери учился в школе в Таллине и учился в Москве, но стал пленником большевиков в 1918 году. Вернувшись в Эстонию, он принял участие в Эстонской освободительной войне. Продолжил обучение в Тартуском университете (1920—1923) и Парижском университете (1931—1933).
Работал в Эстонской академии наук с 1919 по 1926 год, затем до 1940 года — в Министерстве иностранных дел Эстонии в качестве начальника отдела внешней торговли. После советской оккупации Эстонии был арестован и отправлен в Сибирь с 1941 по 1945 год. После возвращения в Советскую Эстонию работал журналистом и переводчиком; был заключён в тюрьму по политическим мотивам с 1950 по 1953 год.
Известен своими шекспировскими переводами: перевёл большую часть пьес Шекспира на эстонский язык и опубликовал диссертации по пьесам. Кроме того, он переводил произведения русских писателей (например, Николая Добролюбова, Николая Чернышевского).
Георг Мери женился на Алисе-Бригитте Энгманн (1909—1986) в 1923 году. У них было двое детей: писатель, будущий президент Эстонии Леннарт Мери, и государственный служащий Хиндрек Мери.